# Lars Wettergren
Lars Johan Bertil Wettergren, född 24 juli 1935 i Risinge församling, Östergötlands län, död 10 mars 2023 i Högalids distrikt i Stockholm, var ordförande i Pensionärernas riksorganisation (PRO) 2004–2008.

## Biografi
Lars Wettergren var född i Risinge, Östergötlands län, och hade en pol.mag.-examen. Han var 1975–1982 ledamot för socialdemokraterna i Stockholms kommunfullmäktige och 1979–1982 biträdande socialborgarråd. Åren 1982–1992 var han biträdande socialdirektör vid socialförvaltningen i Stockholms kommun med ansvar för äldreomsorg och barnomsorg. Han arbetade även vid bland annat Finansdepartementet, Sveriges FN-delegation i New York och Riksrevisionsverket. Åren 1992–2000 var han direktör för Stiftelsen Stockholms läns Äldrecentrum och 1995–1997 var han ordförande i simklubben Neptun. Sedan 2001 var Wettergren ordförande i Sveriges socialförbund.
Wettergren blev medlem i PRO 2000 och var sedan 2001 ledamot av styrelsen för PRO Högalid och sedan 2003 ledamot i distriktsstyrelsen i PRO Stockholms län. Han valdes till ny ordförande för PRO vid kongressen i september 2004 och efterträddes av Curt Persson i oktober 2008.
Lars Wettergren är gravsatt i minneslunden på Skogskyrkogården i Stockholm.